# 凱什 (伊利諾伊州)
凱什（英語：Cache）是位於美國伊利諾伊州亞歷山大縣的一個非建制地區。該地的面積和人口皆未知。

## 地理
凱什的座標為37°06′00″N 89°15′41″W / 37.10000°N 89.26139°W，而該地的平均海拔高度為102米（即335英尺）。